# Agustin Aguayo
Agustín Aguayo (* 1971 in Guadalajara, Jalisco, Mexiko) ist ein US-amerikanischer Veteran des Irakkriegs. Nach mehreren vergeblichen Versuchen als Kriegsdienstverweigerer anerkannt zu werden, desertierte er im September 2006 von seiner Einheit in Deutschland, um einem erneuten Einsatz im Irak zu entgehen.
Er wurde von einem Kriegsgericht am 6. März 2007 wegen Fahnenflucht verurteilt und saß sechs Monate im Gefängnis. Sein Gerichtsverfahren führte dazu, dass Amnesty International ihn zum politischen Häftling erklärte und ihn zum Helden US-amerikanischer und europäischer Friedensbewegungen machte.

## Hintergrund
Agustín Aguayo wurde in Guadalajara in Mexiko geboren und besitzt die US-amerikanische Staatsbürgerschaft. Er schrieb sich 2002 bei der US-Armee ein, um Geld für seine Ausbildung zu verdienen. Im darauf folgenden Jahr begann der Irakkrieg. Aguayo wurde von der Armee als Infanterist ausgebildet. Nach seiner weiterführenden Individualausbildung war er in Deutschland stationiert und bald darauf im Nahen Osten eingesetzt.
Obwohl Aguayo kein Kriegsgegner war, als er sich einschrieb, meinte er, dass er aufgrund seiner Erlebnisse in der Armee einer geworden sei. Im Februar 2004 beantragte er als Kriegsdienstverweigerer anerkannt zu werden, was aber Berichten zufolge von einem dreiköpfigen Gremium mit zwei zu eins Stimmen verweigert wurde. 
Er wurde nach Tikrit entsandt, wo er ein Jahr als Rettungssanitäter diente.
2005 verklagte er die US-Army vor einem Bundesgericht, um als Kriegsdienstverweigerer anerkannt zu werden, aber seine Klage wurde zurückgewiesen.

## Haftstrafe
Agustín Aguayo wurde mitgeteilt, dass seine Einheit wieder in den Irak verlegt wird, er versäumte jedoch die Verlegung ins Einsatzgebiet. Als die Militärpolizei am 2. September 2006 zu seinem Haus in Schweinfurt kam, kletterte er aus dem Badezimmerfenster und war für 24 Tage eigenmächtig abwesend von Militärdienst. Am 27. September stellte er sich in Fort Irwin in Kalifornien und erklärte: „Das war das einzig Richtige. […] Ich bin kein Deserteur und kein Feigling.“
Am 6. März 2007 wurde Aguayo von einem Militärgericht in Würzburg wegen Fahnenflucht verurteilt. Die Strafe betrug acht Monate Gefängnis; möglich gewesen wären bis zu sieben Jahre. Aguayo teilte dem Gericht mit: „Ich habe mein Bestes gegeben, aber ich konnte die Waffen nicht ertragen und könnte nie mit einer Waffe auf jemanden zielen.“
Ein Militärstaatsanwalt lehnte Aguayos Begründung ab und erklärte, sein Dienst als Sanitäter sei wichtig gewesen, egal ob er eine Waffe getragen hätte oder nicht. Er wurde wegen schlechten Verhaltens unehrenhaft entlassen und auf den untersten Rang zurückgestuft. Amnesty International nannte Aguayo einen politischen Häftling, weil er seiner Überzeugung gefolgt ist, und vertritt die Ansicht, dass er „die angemessenen Schritte für eine ordentliche Entlassung aus der Armee unternommen hat“ und dass er „nur wegen seiner Kriegsdienstverweigerung eingesperrt wurde“.

## Entlassung und Aktivismus
Da Aguayo bereits 161 Tage in Untersuchungshaft saß, wurde er am 18. April entlassen. Er kehrte daraufhin zu seiner Familie in Los Angeles zurück. Bei seiner Rückkehr erzählte er von seinen Erfahrungen vor Anti-Kriegs-Aktivisten, die ihn wie einen Helden empfangen haben, wie die Los Angeles Times es beschrieb. Der Spiegel bezeichnete ihn ebenfalls als „Held“ für die US-amerikanische und europäische Friedensbewegung aufgrund seines Gerichtsverfahrens.
Aguayo begann an Schulen über seine Aktivitäten zu sprechen: „Ich möchte jungen Menschen ein Bewußtsein dafür nahebringen. Wir fordern sie auf, so viel zu opfern, aber wir klären sie nicht über die Wirklichkeit des Krieges auf.“ Im Dezember 2007 wurde ihm der Stuttgarter Friedenspreis verliehen.

## Persönliches
Agustin Aguayo ist verheiratet mit Helga Aguayo und hat zwei Töchter.